# کوره بازتابشی

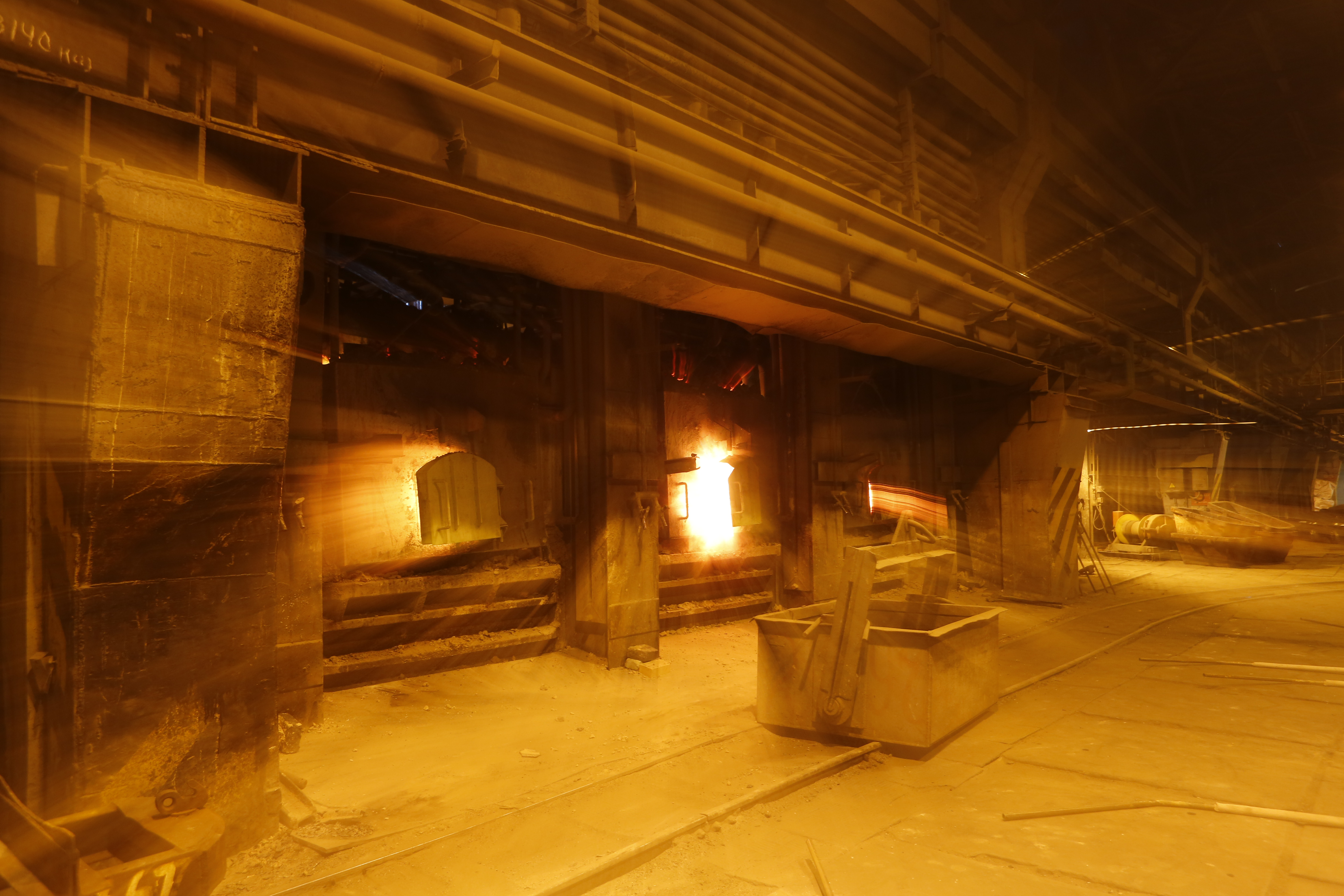
کوره بازتابشی برای مس در کارخانه UMMC در روسیه

کوره بازتابشی یک فرایند متالورژی یا یک کوره فرایندی است که مواد فرآوری شده را از تماس با سوخت منع می‌کند، اما از تماس با گازهای احتراق جلوگیری نمی‌کند. اصطلاح بازتابشی در اینجا به معنای عمومی برای بازگشت یا بازتاب استفاده می‌شود، نه به معنای صوت‌شناسی بازتاب.

## فرایند

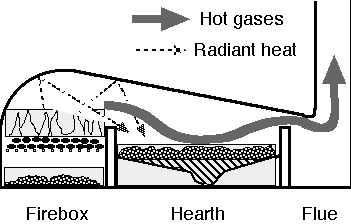
کوره بازتابشی

شیمی رابطه بهینه بین سوخت و ماده را از میان دیگر متغیرها تعیین می‌کند. کوره بازتابشی می‌تواند از یک سو با کوره بلند متضاد باشد، که در آن سوخت و مواد در یک محفظه منفرد مخلوط می‌شوند و از سوی دیگر با بوته چینی،  کوره مافل یا قرع که در آن ماده از سوخت و تمام محصولات احتراق از جمله گازها و خاکسترهای متصاعدشده جدا شده‌است.